# Hans-Eckardt Wenzel

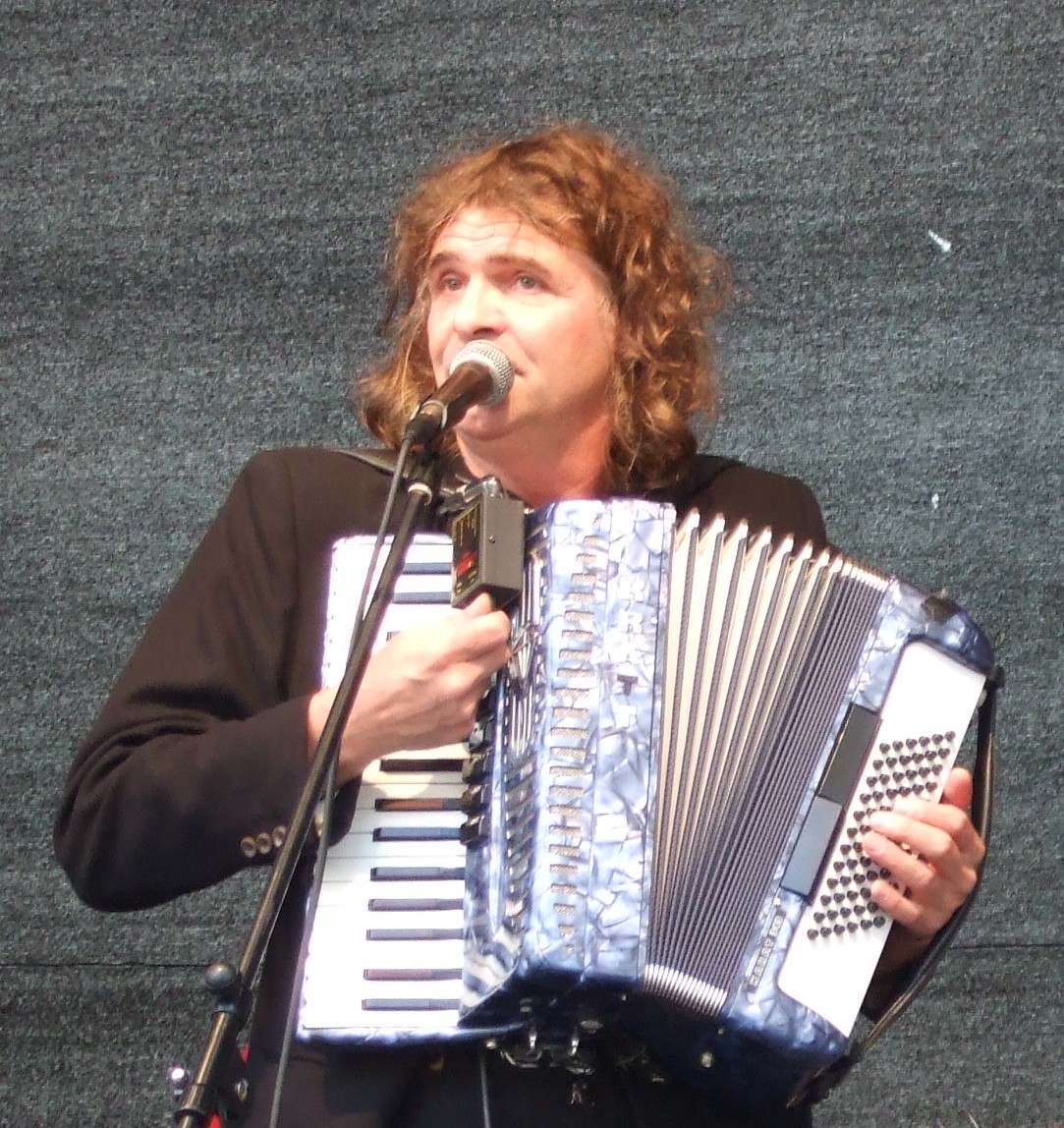
Hans-Eckardt Wenzel (2009)

Hans-Eckardt Wenzel (* 31. Juli 1955 in Kropstädt bei Wittenberg) ist ein deutscher Liedermacher, autodidaktischer Multiinstrumentalist, Autor, Regisseur und Komponist. Auf Plakaten, Alben und Konzertankündigungen verwendet er ausschließlich seinen Nachnamen Wenzel als seinen Künstlernamen.

## Leben
Hans-Eckardt Wenzel ist ein Sohn eines Kunsterziehers. Er wuchs mit vier Schwestern in Wittenberg auf, wo er die Erweiterte Oberschule 'Philipp Melanchthon' besuchte und früh seinen musikalischen und literarischen Neigungen nachging. Seine jüngste Schwester ist die Schauspielerin Claudia Wenzel. Er studierte von 1976 bis 1981 an der Humboldt-Universität zu Berlin Kulturwissenschaften und Ästhetik und gründete bereits 1976 das Liedertheater Karls Enkel, das 1985 aufgelöst wurde.
Seit 1981 arbeitet er freiberuflich als Autor, Sänger, Schauspieler und Regisseur. Von 1979 bis Ende der 1990er Jahre verband ihn eine enge Zusammenarbeit mit dem Schauspieler, Sänger und Autor Steffen Mensching, mit dem er zahlreiche Bühnenprogramme, meist hintergründig-philosophische Clownsstücke, zusammenstellte und aufführte, so 1982 das Liedtheater „Hammer=Rehwü“ (gemeinsam mit Karls Enkel, der Folkband Wacholder und Beckert & Schulz) die in einigen Regionen verboten war oder die Vor- und Nach-Wendestücke „Neues aus der Da Da eR“ (1982), „Altes aus der Da Da eR“ (1989) und „Letztes aus der Da Da eR“ (als Letztes aus der Da Da eR 1990 auch verfilmt).
Wenzel war im September 1989 ein Hauptautor der Resolution von Rockmusikern und Liedermachern, mit der zahlreiche Musiker Veränderungen in der DDR forderten.
Wenzel debütierte als Solist 1986 mit der LP Stirb mit mir ein Stück, die kurz darauf den DDR-Schallplattenpreis Goldene Amiga in der Kategorie Chanson bekam. Auf dieser LP und einigen folgenden Alben (vor allem Lied am Rand und Vier Uhr früh) sorgte er als Interpret von Liedern Theodor Kramers für Aufmerksamkeit. 2002 wurde ihm erneut der Deutsche Kleinkunstpreis für seine Übersetzungen und Interpretationen des Werks des Folksängers Woody Guthrie verliehen. Er ist Mitglied im PEN-Zentrum Deutschland.
2003 lud die Tochter von Woody Guthrie, Nora Guthrie, Wenzel nach New York ein; auf ihren Wunsch hin übersetzte er Texte ihres Vaters ins Deutsche und vertonte unveröffentlichte Werke neu. Das Resultat heißt Ticky Tock – Wenzel singt Woody Guthrie. Im September 2006 ging Wenzel mit Arlo Guthrie auf eine Tournee durch Deutschland, 2011 trat er mit ihm bei Songs an einem Sommerabend auf.
2007 erschien Wenzels Studioalbum Glaubt nie, was ich singe. Im Jahr 2009 veröffentlichte Wenzel neben zwei weiteren Produktionen die CD Masken – Wenzel singt Christoph Hein und König von Honolulu. 2010 und 2011 gingen Wenzel und Arlo Guthrie erneut gemeinsam auf Tournee und präsentierten die 2010 erschienene CD Every 100 Years – Arlo Guthrie & Wenzel live auf der Wartburg. Das dreißigste Wenzel-Album Kamille und Mohn, mit dem Wenzel monatelang die Liederbestenliste anführte, wurde 2010 veröffentlicht. Zur Leipziger Buchmesse 2011 erschien Wenzels neuer Gedichtband Seit ich am Meer bin, im Juni 2011 das gleichnamige Hörbuch als Doppel-CD. Es folgten eine DVD-Produktion vom alljährlichen KAMP Open Air mit Wenzel & Band und Gästen sowie eine Live-CD WOODY100 aus Anlass des 100. Geburtstages von Woody Guthrie. Dabei wirkten unter anderem Tom Morello und Billy Bragg mit. Wenzel erhielt dafür den Jahrespreis der Liederbestenliste 2012 zugesprochen. Die CD Widersteh, so lang du’s kannst erschien am 15. Februar 2013. Auch mit dieser CD stand Wenzel mehrfach auf Platz 1 der Liederbestenliste und erhielt dafür erneut den Jahrespreis der Liederbestenliste 2013. Zusammen mit dem Schriftsteller Christoph Hein veröffentlichte Wenzel im März 2013 das Hörbuch Das erste Buch Homers – Korrekturen. Anfang 2014 erschien erstmals eine spanischsprachige CD, La guitarra al hombro, sowie die Sonderedition Kleine Insel, den Flüchtlingen dieser Welt gewidmet.
Im Februar 2014 war Wenzel mit seiner Band auf Tournee in Kuba und Nicaragua, u. a. beim Festival International de Poesía de Granada. Am 5. Dezember 2014 ist die zum Teil in Havanna aufgenommene CD Viva la poesía erschienen, die Lieder sind – anders als ihr Titel vermuten lässt – auf Deutsch.
In seinem zweiten Liederbuch mit Noten und Texten Hundertsieben Lieder (2020) sind die kompletten Texte/Noten der Alben Meine Masken, König von Honolulu, Kamille und Mohn, Seit ich am Meer bin, Widersteh, so lang du’s kannst, Viva la poesía, Sterne glühn, Wenn wir warten, Acht Lieder und Wo liegt das Ende der Welt enthalten.

### Privates
Hans-Eckardt Wenzel lebt und arbeitet in Berlin und in Kamp in Vorpommern. Er ist Vater von fünf Kindern.

## Politische Positionen
Sein Redetext für die 6. Kamenzer Rede, einer seit 2014 stattfindenden jährlichen Veranstaltung der Arbeitsstelle für Lessing-Rezeption in Kamenz, der Geburtsstadt Gotthold Ephraim Lessings, erschien 2019. Wenzel beklagt darin das „Zerfransen der Welt“ in monologisierende „Akteure und Phänomene, Parteien, Lobbyisten, Bürger, Wutbürger, Reichsbürger und Bürgerwehren, Fangruppen und Impfgegner“.
Im Februar 2023 war Wenzel Erstunterzeichner einer von Sahra Wagenknecht und Alice Schwarzer initiierten Petition an Olaf Scholz, die sich im Zuge des russischen Überfalls für Verhandlungen, Diplomatie und humanitäre Hilfe für die Ukraine ausspricht, jedoch gegen weitere „eskalierende Waffenlieferungen“. Da eine Verlängerung des Krieges zu viele weitere Tote und traumatisierte Menschen zur Folge hätte, der Krieg gegen eine Atommacht nicht zu gewinnen wäre und zudem ein Dritter Weltkrieg drohe. In einem späteren Interview bezeichnete er den Krieg als im Interesse der Waffenindustrie und des Neoliberalismus liegend.
Im Jahre 2024 trat Wenzel auf der von der Tageszeitung Junge Welt veranstalteten Rosa-Luxemburg-Konferenz im Berliner Tempodrom auf.
Wenzel ist Erstunterzeichner von Ole Skambraks’ „Manifest für einen neuen öffentlich-rechtlichen Rundfunk“.

## Auszeichnungen
- 1978 Johannes-R.-Becher-Preis
- 1987 Goldene Amiga (LP Stirb mit mir ein Stück)
- 1989/1990 Heinrich-Heine-Preis des Ministeriums für Kultur der DDR, zusammen mit Steffen Mensching
- 1991 Deutscher Kleinkunstpreis – Förderpreis der Stadt  Mainz, zusammen mit Steffen Mensching
- 1994 Preis der deutschen Schallplattenkritik
- 1995 Deutscher Kabarettpreis: Hauptpreis, zusammen mit Steffen Mensching
- 2000 Preis der deutschen Schallplattenkritik für Schöner Lügen
- 2001 Preis der deutschen Schallplattenkritik für Hanswurst und andere arme Würste – eine Hanns-Eisler-Collage
- 2001 Deutscher Liederpreis für das Lied Klassentreffen
- 2002 Deutscher Kleinkunstpreis
- 2002 Preis der deutschen Schallplattenkritik für die CD Grünes Licht
- 2002 Ehrenantenne des Belgischen Rundfunks
- 2003 Preis der deutschen Schallplattenkritik für Ticky Tock Wenzel singt Woody Guthrie
- 2003 Deutsche Ruth, Weltmusikpreis des Rudolstadt-Festivals
- 2005 Preis der deutschen Schallplattenkritik für die CD Himmelfahrt
- 2005 Deutscher Liederpreis für das Lied Sie werden kommen (CD Himmelfahrt)
- 2006 Preis der deutschen Schallplattenkritik für die CD Vier Uhr Früh
- 2007 Preis der deutschen Schallplattenkritik für die CD Glaubt nie, was ich singe
- 2008 Deutscher Liederpreis für das Lied Tausend Tode (CD Glaubt nie, was ich singe)[13]
- 2013 Deutscher Liederpreis der Liederbestenliste
- 2014 CD des Jahres der Liederbestenliste

## Diskografie/CD
- 1986 Stirb mit mir ein Stück – Liebeslieder (LP)
- 1988 Reisebilder (LP)
- 1992 Der Abschied der Matrosen vom Kommunismus (mit Steffen Mensching)
- 1995 Vollmond
- 1996 Armer kleiner Händimann (mit Steffen Mensching)
- 1997 Lied am Rand – Wenzel singt Theodor Kramer
- 1998 Traurig in Sevilla
- 1999 Schöner Lügen (Conträr Musik)
- 2001 Hans Wurst und andere arme Würste (Hanns-Eisler-Collage) (Conträr Musik)
- 2001 Grünes Licht (Doppel-CD) (Conträr Musik)
- 2003 Ticky Tock – Wenzel singt Woody Guthrie (englische & deutsche Version) (Conträr Musik)
- 2004 Stirb mit mir ein Stück (Wiederauflage) (Conträr Musik)
- 2005 Himmelfahrt (Conträr Musik)
- 2005 31.07.55 (limitierte Sonderauflage zum 50. Geburtstag)
- 2005 Wenzel singt Maschas Kinderlieder (Conträr Musik)
- 2005 Winterstimmen (mit Silke Marchfeld und Calmus Ensemble) (Conträr Musik)
- 2006 Vier Uhr früh – Wenzel singt Theodor Kramer Vol. II  (Conträr Musik)
- 2006 Together (Limitierte Sonder-CD) (mit Arlo Guthrie)
- 2007 Glaubt nie, was ich singe (Conträr)
- 2008 Straßenballade: Wenzel singt Henriette Haill (Matrosenblau)
- 2008 Schöner Lügen (auf 516 Stück limitierte Vinyl-Auflage) (LP)
- 2008 Das kleine Meertagebuch (Komponist Michael Vogt, mit dem Blechbläserensemble Trompeten in Troia) (Matrosenblau)
- 2008 Wenzel: Solo: Live (Doppel-CD) (Matrosenblau)
- 2009 Masken: Wenzel singt Christoph Hein  (Matrosenblau)
- 2009 König von Honolulu (Matrosenblau)
- 2010 Every 100 Years – Live auf der Wartburg (Wenzel & Arlo Guthrie) (Matrosenblau)
- 2010 Kamille und Mohn (inklusive eines neu vertonten Textes von Theodor Kramer)
- 2011 Seit ich am Meer bin (Doppel-CD) (Matrosenblau)
- 2011 Ins Paradies zurück (Matrosenblau)
- 2012 Woody 100 (Wenzel & Band mit Tom Morello und Billy Bragg anlässlich Woody Guthries 100. Geburtstag) (Matrosenblau)
- 2012 Kamp Open Air 2011 (DVD, Video vom Konzert) (Matrosenblau)
- 2013 Widersteh, so lang du’s kannst (Matrosenblau)
- 2013 Das erste Buch Homers – Korrekturen (Doppel-CD) Hörbuch zusammen mit Christoph Hein
- 2014 Kleine Insel (Den Flüchtlingen dieser Welt gewidmet) (Matrosenblau)
- 2014 La Guitarra Al Hombro (spanischsprachige Nachdichtungen: Carlos Ampié Loría) (Matrosenblau & Editorial ANAMÁ Managua, Nicaragua)
- 2014 Viva la poesía (aufgenommen in Havanna, deutschsprachig) (Matrosenblau)
- 2015 Sterne glühn – Wenzel singt Johannes R. Becher (Matrosenblau)
- 2015 Selbstbildnis 1981 Bonusedition (Demo-Aufnahmen zur LP „Stirb mit mir ein Stück“ von 1984; inkl. vier Liedern, die nicht auf die LP kamen) (Matrosenblau)
- 2016 Jubiläumskonzert – Wenzel & Gäste live im Admiralspalast (CD, DVD und Buch) (Matrosenblau)
- 2016 Wenn wir warten (Matrosenblau)
- 2017 Ick sitze da und esse Klops, Kinderlieder (Matrosenblau)
- 2018 Wo liegt das Ende dieser Welt (Matrosenblau)[14]
- 2019 Lebensreise, Live-Doppel-CD (Matrosenblau)
- 2020 Wenn die Reisigfeuer brennen (Wenzel & Samtblech, Matrosenblau)
- 2021 Das Allerschönste noch nicht gesehn (Matrosenblau)
- 2023 Noch verschont von großen Kriegen: Solo Live 2 (Doppel-CD, Matrosenblau)
- 2024 Strandgut der Zeiten (Matrosenblau/Indigo)

## Literarische Werke
- Poesiealbum 193. Gedichte. Verlag Neues Leben, Berlin 1981.
- Lied vom wilden Mohn. Gedichte. Mitteldeutscher Verlag, Leipzig 1982.
- Antrag auf Verlängerung des Monats August. Gedichte. Mitteldeutscher Verlag, Leipzig 1987.
- Reise-Bilder. Prosa. Mitteldeutscher Verlag, Leipzig 1989.
- Wenzel & Mensching: Allerletztes aus der DaDaeR / Hundekomödie. Mitteldeutscher Verlag, Leipzig 1991 (Textbücher der Bühnenstücke des Clownsduos Wenzel/Mensching).
- Malinche. Legenden von Liebe und Verrat. Mitteldeutscher Verlag, Leipzig 1992.
- Ich mag das lange Haar. Liederbuch. Buschfunk Verlag, Berlin 1998 (Erste Veröffentlichung der wichtigsten Lieder im handlichen Notenformat).
- Der Abschied der Matrosen vom Kommunismus. Eulenspiegel Verlag, Berlin 1999 (Textbücher der Bühnenstücke des Clownsduos Wenzel/Mensching).
- Hundert Lieder. Band I. Matrosenblau, Berlin 2009, ISBN 978-3-941155-06-0 (Erstes umfassendes Liederbuch von Wenzel. Komplett mit Noten und Texten von insgesamt 105 Liedern).
- Seit ich am Meer bin. Gedichte. Matrosenblau Verlag, Berlin 2011, ISBN 978-3-941155-18-3.
- He sacado mi esperanza a lucir Matrosenblau Verlag, Berlin 2014, ISBN 978-3-941155-40-4 (Deutsch-spanischer Gedichtband von Hans-Eckardt Wenzel, spanische Übersetzungen von Carlos Ampié Loría).
- Hinter den Bildern die Welt. Die untergegangene Bundesrepublik in den Filmen von Rainer Werner Fassbinder – Ein Briefwechsel. Matrosenblau Verlag, Berlin 2015, ISBN 978-3-941155-44-2 (Briefwechsel zwischen Antje Vollmer und Hans-Eckardt Wenzel).
- Die misslungene Erziehung des Menschengeschlechts. 6. Kamenzer Rede in St. Annen, Kamenz 2019 (2. unver. Auflage, Kamenz 2023), ISBN 978-3-9817103-5-9.
- Hannes Scheffler (Hrsg.): Hundertsieben Lieder, Band II, Liederbuch mit Noten und Texten. Matrosenblau Verlag, Berlin 2020, ISBN 978-3-941155-56-5.

## Dokumentarfilme
- Hans-Eckardt Wenzel – Sänger, Dichter, Weltentdecker, Filmdoku-Porträt über Hans-Eckardt Wenzel von Leonore Brandt, 30 Min., MDR 2015
- Wenzel – Glaubt nie, was ich singe, Dokumentarfilm von Lew Hohmann (Produktion 2020–2022, DVD 2023)